# RNA

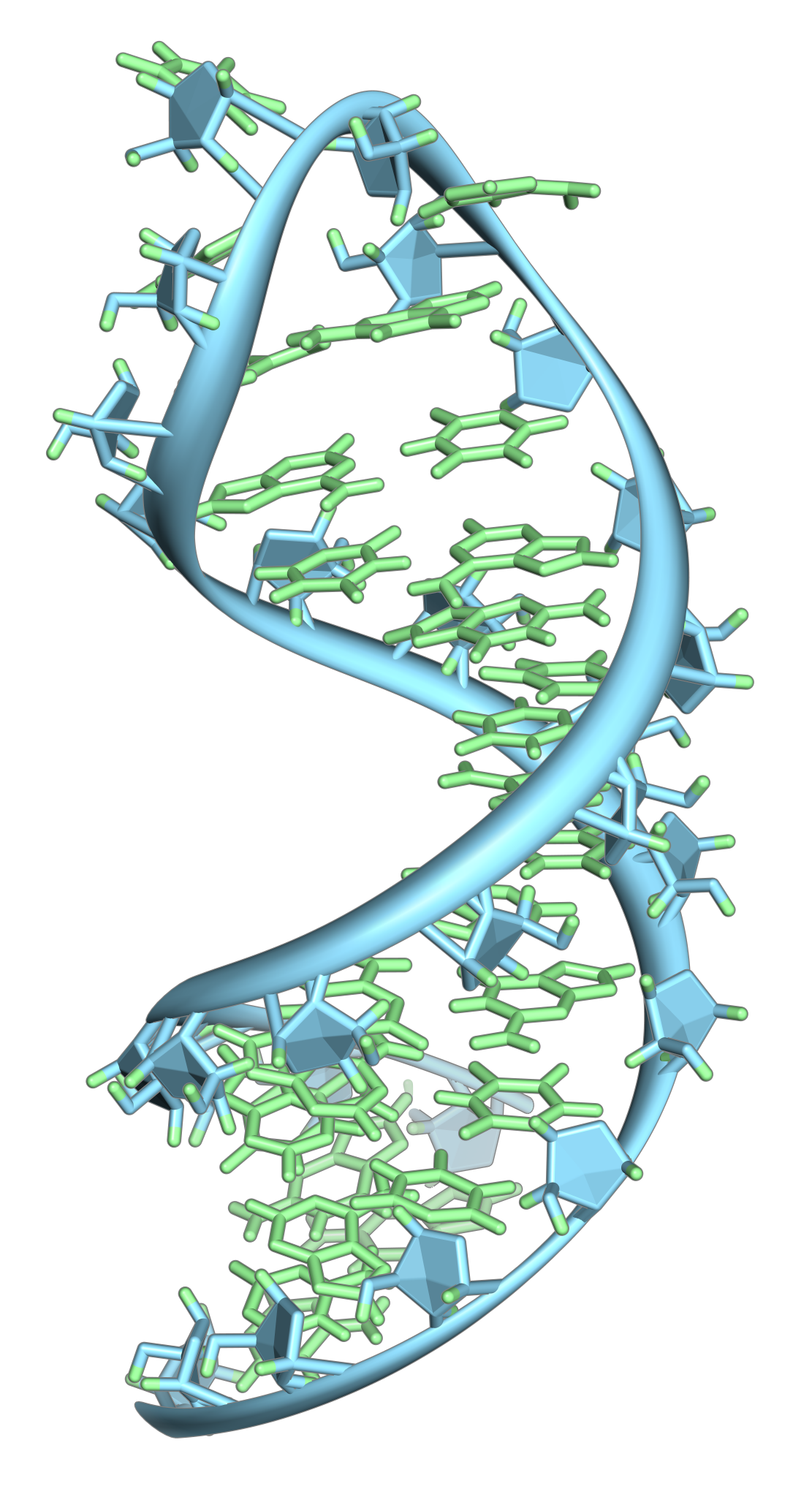
pre-mRNA의 헤어핀 루프. 강조 표시된 것은 핵염기(녹색)와 당-인산 골격(파란색)이다. 이것은 스스로 접히는 단일가닥 RNA이다.

RNA 또는 리보핵산(영어: ribonucleic acid)은 기능 그 자체를 수행하거나(비번역 RNA) 단백질 생성을 위한 정보 분자로써(mRNA) 대부분의 생물학적 기능에 필수적인 고분자 화합물이다. RNA(리보핵산)과 DNA(디옥시리보핵산)는 핵산이다. 핵산은 알려진 모든 형태의 생명체에 필수적인 4가지 주요 거대분자 중 하나를 구성한다. RNA는 뉴클레오타이드의 사슬로 조립된다. 생물체는 전령 RNA(mRNA)를 사용하여 특정 단백질의 합성을 지시하는 유전 정보(G, U, A 및 C 문자로 표시되는 구아닌, 유라실, 아데닌 및 사이토신의 질소 염기를 사용)을 전달한다. 많은 바이러스는 RNA 게놈을 사용하여 유전 정보를 암호화한다.
일부 RNA 분자는 생물학적 반응을 촉매하거나, 유전자 발현을 조절하거나, 세포 신호에 대한 반응을 감지하고 전달함으로써 세포 내에서 적극적인 역할을 한다. 이러한 적극적인 과정 중 하나는 RNA 분자가 리보솜에서 단백질 합성을 지시하는 보편적인 기능인 단백질 합성이다. 이 과정은 운반 RNA(tRNA) 분자를 사용하여 아미노산을 리보솜에 전달하고, 리보솜 RNA(rRNA)는 아미노산들을 함께 연결하여 암호화된 단백질을 형성한다.
지구 생명의 역사에서 DNA와 단백질 기반 효소의 진화 이전에 RNA가 유전 정보를 저장하는 기능(RNA 바이러스의 경우를 제외하고 오늘날 DNA가 수행하는 기능)과 촉매 기능(리보자임인 리보솜을 제외하고 오늘날 단백질 효소가 수행하는 기능) 둘 다를 생명체에서 수행했다는 "RNA 세계"가 존재했다는 것이 과학에서 널리 받아들여지고 있다.

## RNA의 화학 구조

### 기본적인 화학 구조

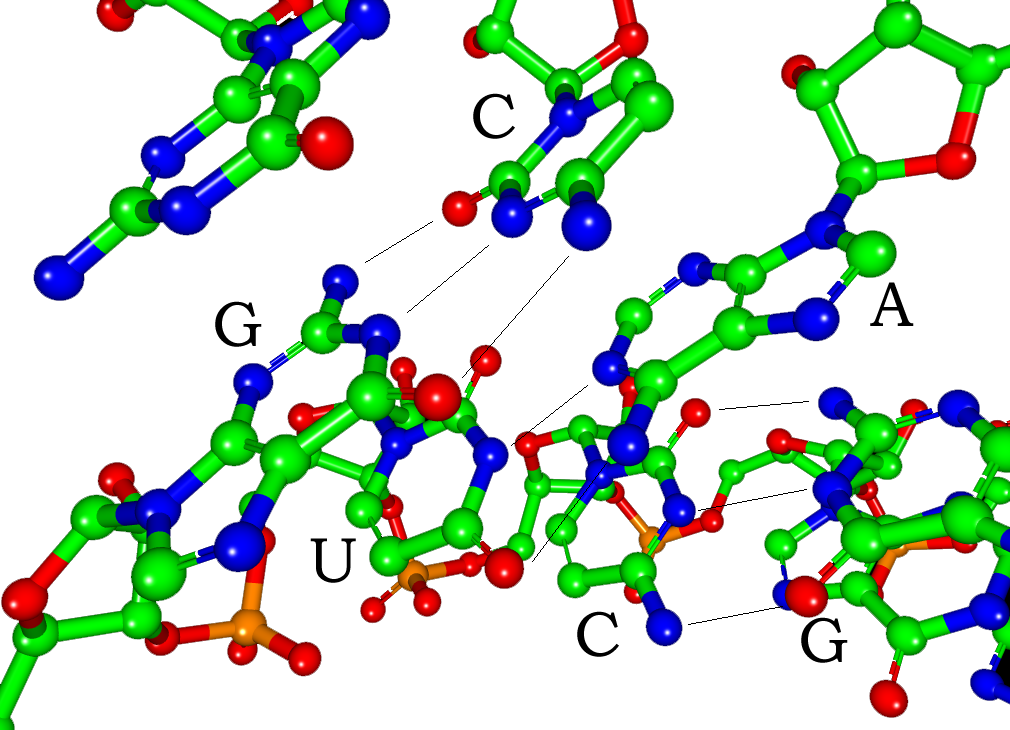
siRNA의 왓슨-크릭 염기쌍. 수소 원자는 표시되어 있지 않다.

RNA의 각 뉴클레오타이드에는 5탄당인 리보스가 포함되어 있으며, 리보스의 탄소 번호는 1'부터 5'까지 부여한다. 리보스의 1' 위치에는 일반적으로 아데닌(A), 사이토신(C), 구아닌(G), 유라실(U) 등의 염기가 붙어 있다. 아데닌과 구아닌은 퓨린 계열 염기이고, 사이토신과 유라실은 피리미딘 계열의 염기이다. 인산기는 리보스의 3' 위치와 그 다음 리보스의 5' 위치에 부착된다. 인산기는 각각 음전하를 띠고 있어서 RNA를 전하를 띤 분자(다가 음이온)로 만든다. 염기는 사이토신과 구아닌, 아데닌과 유라실, 구아닌과 유라실 사이에 수소 결합을 형성한다. 그러나 돌출부에서 서로 결합하는 아데닌 그룹이나 구아닌-아데닌 염기쌍을 갖는 GNRA 테트라루프와 같은 다른 상호작용도 가능하다.

### DNA와 RNA의 차이점

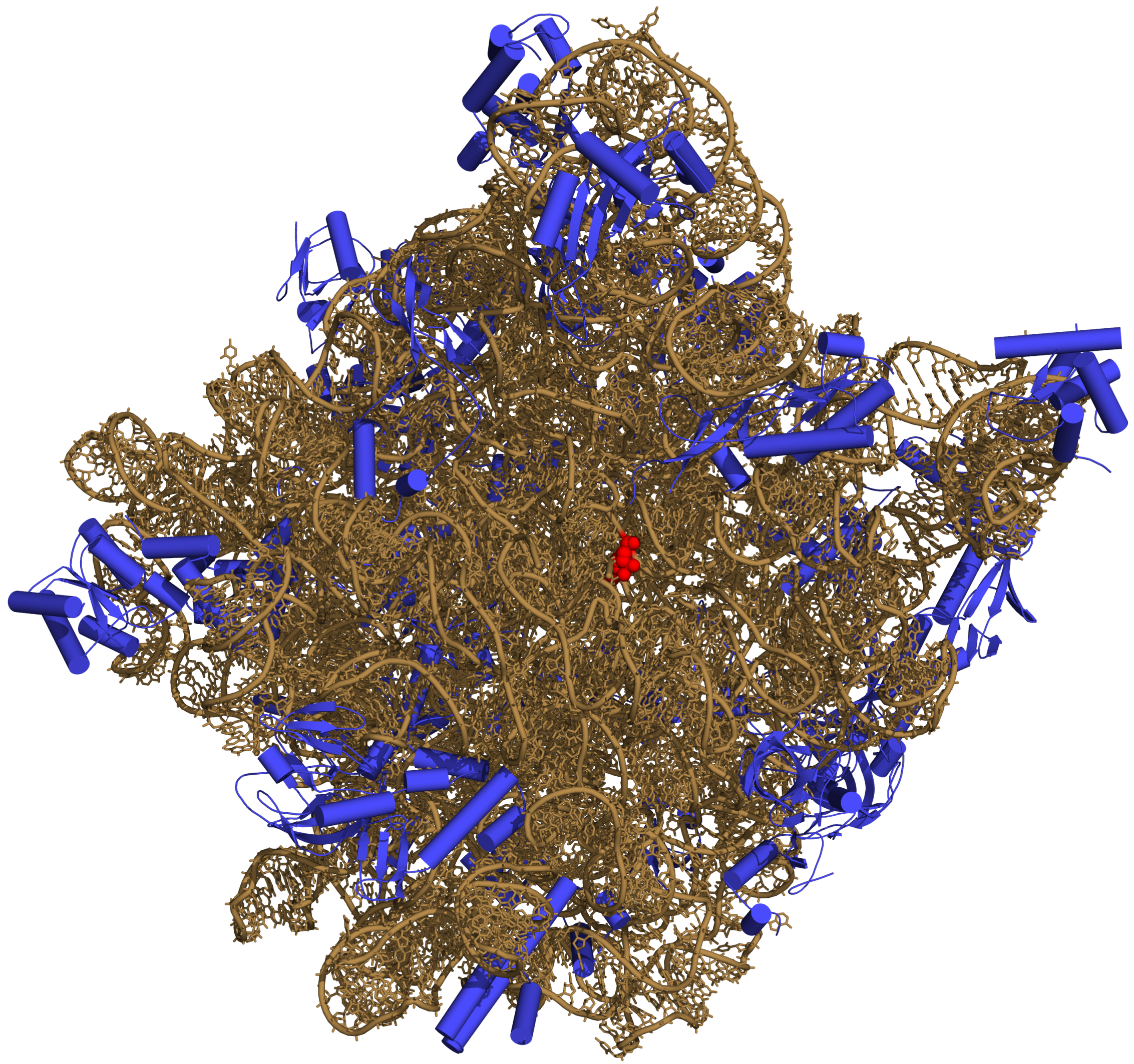
50S 리보솜 소단위체의 3차원 구조. 리보솜 RNA(rRNA)는 갈색, 단백질은 파란색으로 표시되어 있다. 활성 부위는 빨간색으로 표시된 rRNA의 작은 부분이다.

RNA의 화학 구조는 DNA의 화학 구조와 매우 유사하지만 다음과 같이 3가지 주요 측면에서 다르다.
1. 이중가닥 DNA와 달리 RNA는 많은 생물학적 역할에서 일반적으로 단일가닥 분자(ssRNA)이며[4] 훨씬 짧은 뉴클레오타이드의 사슬로 구성된다.[5] 그러나 이중가닥 RNA(dsRNA)는 상보적 염기쌍에 의해 이중 나선을 형성할 수 있고, 더욱이 단일 가닥 RNA(ssRNA)가 tRNA에서와 같이 상보적 염기쌍에 의해 가닥 내 이중 나선을 형성할 수 있다.
2. DNA의 당-인산 "골격"에는 디옥시리보스가 포함되어 있는 반면, RNA에는 리보스가 포함되어 있다.[6] 리보스는 2' 위치에 하이드록실기(–OH)가 부착되어 있는 반면, 디옥시리보스는 2' 위치에 수소 원자(–H)가 부착되어 있다. 리보스 골격의 하이드록실기는 가수분해의 활성화 에너지를 낮춤으로써 RNA를 DNA보다 화학적으로 더 불안정하게 만든다.
3. DNA에서 아데닌에 대한 상보적인 염기는 티민인 반면, RNA에서 아데닌에 대한 상보적인 염기는 티민의 메틸화되지 않은 형태인 유라실이다.[7]

DNA와 마찬가지로 mRNA, tRNA, rRNA, snRNA 및 기타 비번역 RNA를 포함한 대부분의 생물학적 활성 RNA에는 RNA의 일부가 접히고 쌍을 이루어 이중 나선을 형성할 수 있는 자가 상보적 서열이 포함되어 있다. 이들 RNA를 분석한 결과 이들이 고도로 구조화되어 있음을 밝혀졌다. DNA와 달리 이들의 구조는 긴 이중나선으로 구성되어 있지 않고 오히려 단백질과 유사한 구조로 함께 묶인 짧은 나선의 집합체이다.
이런 방식으로 RNA는 화학적 촉매작용(예: 효소)을 수행할 수 있다. 예를 들어, 펩타이드 결합의 형성을 촉매하는 RNA-단백질 복합체인 리보솜의 구조를 알아낸 결과, 리보솜의 활성 부위가 전적으로 RNA로 구성되어 있다는 사실이 밝혀졌다.

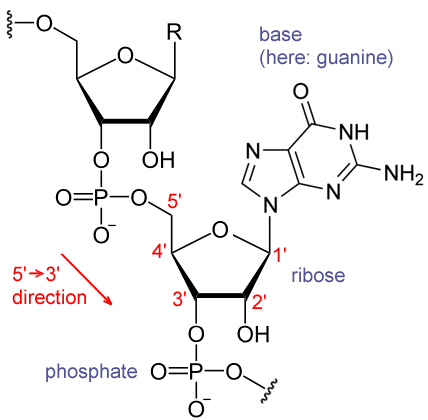
구아노실 소단위체를 보여주는 RNA 단편의 구조

DNA와 구별되는 RNA의 구조적 특징은 리보스의 2' 위치에 하이드록실기(–OH)가 존재한다는 것이다. 이 작용기의 존재로 인해 RNA의 나선은 대부분 A형의 기하학적 구조를 가지며, 단일 가닥 다이뉴클레오타이드 환경에서는 DNA에서 가장 일반적으로 관찰되는 B형을 채택하는 경우도 RNA에서는 거의 없다. A형 구조로 인해 매우 깊고 좁은 큰 고랑(major groove)과 얇고 넓은 작은 고랑(minor groove)이 생성된다. 2'-하이드록실기의 존재로 인한 두 번째 결과는 RNA 분자의 입체구조적으로 유연한 영역(즉, 이중 나선의 형성에 관여하지 않음)에서 인접한 포스포다이에스터 결합을 화학적으로 공격하여 당-인산 골격을 절단할 수 있다는 것이다.

### 2차 및 3차 구조
단일가닥 RNA 분자의 기능적 형태는 단백질과 마찬가지로 특정 3차 구조를 필요로 하는 경우가 많다. 이 구조의 스캐폴드는 분자 내 수소 결합인 2차 구조 요소에 의해 제공된다. 이로 인해 헤어핀 루프, 돌출부 및 내부 루프와 같은 2차 구조의 여러 인식 가능한 도메인이 생성된다. 주어진 2차 구조에 대한 RNA를 생성, 즉 설계하려면 2개 또는 3개의 염기로는 충분하지 않지만 4개의 염기면 충분하다. 이것이 바로 자연이 4개의 염기 알파벳을 "선택"한 이유일 것이다. 염기 알파벳이 4개 미만이면 모든 구조를 생성할 수 없지만, 4개 이상이면 구조를 생성할 수 있다. RNA는 전하를 띠기 때문에 많은 2차 구조 및 3차 구조를 안정화시키려면 Mg2+과 같은 금속 이온을 필요로 한다.
자연적으로 생성되는 RNA의 거울상 이성질체는 D-리보뉴클레오타이드로 구성된 D-RNA이다. 모든 카이랄성 중심은 D-리보스에 위치한다. L-리보스 또는 L-리보뉴클레오타이드를 사용하여 L-RNA를 합성할 수 있다. L-RNA는 RNase에 의한 분해에 대해 훨씬 더 안정적이다.
단백질과 같은 다른 구조화된 생체고분자와 마찬가지로 접힌 RNA 분자의 위상배치(topology)를 정의할 수 있다. 이는 회로 위상배치라고 불리는 접힌 RNA 내의 사슬 내 접촉 배열을 기반으로 수행되는 경우가 많다.

### 화학적 변형

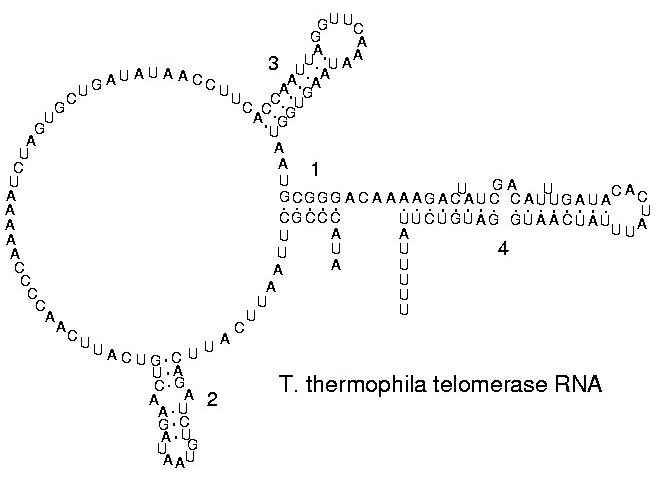
텔로머레이스 RNA의 2차 구조

RNA는 4개의 염기(아데닌, 사이토신, 구아닌, 유라실) 만으로 전사되지만, 이러한 염기와 부착된 당은 RNA가 성숙해 감에 따라 다양한 방식으로 변형될 수 있다. 유라실과 리보스 사이의 결합이 C–N 결합에서 C–C 결합으로 바뀌는 슈도유리딘(Ψ)과 리보티미딘(T)은 다양한 위치에서 발견된다(가장 주목할만한 것은 tRNA의 TΨC 루프에 있다). 또 다른 주목할만한 변형된 염기는 하이포잔틴이며, 하이포잔틴은 탈아미노화된 아데닌 염기를 가지고 있고, 하이포잔틴을 가지고 있는 뉴클레오사이드는 이노신(I)이라고 한다. 이노신은 유전 암호의 동요 가설에서 중요한 역할을 한다.
자연적으로 생성되는 변형된 뉴클레오사이드는 100가지가 넘는다. 변형의 가장 큰 구조적 다양성은 tRNA에서 찾아볼 수 있으며, rRNA에 종종 존재하는 슈도유리딘과 2'-O-메틸리보스를 갖는 뉴클레오사이드가 가장 일반적이다. RNA에서 이러한 많은 변형들의 구체적인 역할은 아직 완전히 밝혀지지 않았다. 그러나 rRNA에서 많은 전사 후 변형이 펩티딜기전이효소 센터 및 소단위체 인터페이스와 같은 고기능 영역에서 일어난다는 점은 주목할 만하며 이는 정상적인 기능에 중요하다는 것을 의미한다.

## RNA의 종류

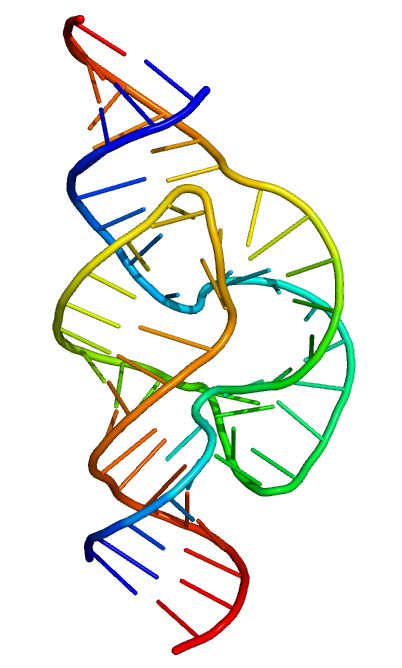
RNA를 절단할 수 있는 리보자임인 망치머리형 리보자임의 구조

전령 RNA(mRNA)는 DNA로부터 세포 내 단백질 합성(번역) 부위인 리보솜으로 유전 정보를 전달하는 RNA이다. mRNA는 DNA의 복사본이다. mRNA의 암호화된 서열은 생성되는 단백질의 아미노산 서열을 결정한다. 그러나 많은 RNA들은 단백질을 암호화하지 않는다. 진핵생물에서 전사되는 RNA의 약 97%가 단백질을 암호화하지 않는다.
이러한 소위 비번역 RNA(nc RNA)는 자체 유전자(RNA 유전자)에 의해 암호화될 수 있지만, mRNA 인트론으로부터 파생될 수도 있다. 비번역 RNA의 가장 두드러진 예는 운반 RNA(tRNA)와 리보솜 RNA(rRNA)이며, 둘 다 번역 과정에 관여한다. 유전자 발현의 조절, RNA 가공 및 기타 역할과 관련된 비번역 RNA도 있다. 특정 RNA는 다른 RNA 분자를 절단하고 연결하는 것과 같은 화학 반응을 촉매할 수 있으며, 리보솜에서 펩타이드 결합의 형성을 촉매할 수 있다. 이들은 리보자임으로 알려져 있다.
RNA 사슬의 길이에 따라 RNA는 소형 RNA(small RNA)와 긴 RNA(long RNA)로 나눌 수 있다. 일반적으로 소형 RNA는 길이가 200 nt보다 짧고 긴 RNA는 길이가 200 nt보다 길다. 대형 RNA(large RNA)라고도 불리는 긴 RNA(long RNA)에는 주로 긴 비번역 RNA(lnc RNA)와 mRNA가 포함된다. 소형 RNA에는 주로 5.8S 리보솜 RNA(rRNA), 5S rRNA, 운반 RNA(tRNA), 마이크로RNA(miRNA), 소형 간섭 RNA(siRNA), 소형 핵소체 RNA(snoRNA), piwi-상호작용 RNA(pi RNA), tRNA 유래 소형 RNA(tsRNA), 소형 rDNA 유래 RNA(srRNA)가 포함된다. 할로코쿠스속(고세균) 구성원의 5S rRNA의 경우와 같이 삽입이 있어 크기가 증가하는 특정 예외가 있다.

### 단백질 합성에 관여하는 RNA
전령 RNA(mRNA)는 단백질의 아미노산 서열에 대한 정보를 세포의 단백질 합성 공장인 리보솜으로 전달한다. 세개의 뉴클레오타이드(코돈)마다 하나의 아미노산과 대응하도록 암호화되어 있다. 진핵세포에서 전구체 mRNA(pre-mRNA)가 DNA로부터 전사되면 성숙한 RNA로 처리된다. 이는 인트론(pre-mRNA의 비암호화(비번역) 부분)을 제거한다. 그런 다음 mRNA는 핵에서 세포질로 이동하여 리보솜에 결합하고 tRNA의 도움을 받아 해당하는 단백질로 번역된다. 핵과 세포질 사이에 구획이 없는 원핵세포에서 mRNA는 DNA로부터 전사되는 동안 리보솜과 결합할 수 있다. 일정 시간이 지나면 mRNA는 리보뉴클레이스의 도움으로 구성 요소인 뉴클레오타이드로 분해된다.
운반 RNA(tRNA)는 번역 중에 단백질 합성의 리보솜 부위에 있는 신장하는 폴리펩타이드 사슬에 특정 아미노산을 전달하는 약 80개의 뉴클레오타이드로 구성된 작은 RNA 사슬이다. tRNA는 아미노산 부착 부위와 수소 결합을 통해 mRNA 사슬의 특정 서열에 결합하는 코돈 인식을 위한 안티코돈 영역을 가지고 있다.

mRNA가 폴리펩타이드 사슬을 생성하는 데 어떻게 사용되는지에 대한 모식도

리보솜 RNA(rRNA)는 리보솜의 촉매 성분이다. rRNA는 번역을 담당하는 리보솜의 구성 요소이다. 진핵생물의 리보솜에는 18S rRNA, 5.8S rRNA, 28S rRNA, 5S rRNA의 4가지 rRNA 분자가 포함되어 있다. rRNA 분자 중 3개는 핵소체에서 합성되고, 1개는 다른 곳에서 합성된다. 세포질에서는 리보솜 RNA와 단백질이 결합하여 리보솜이라는 핵 단백질을 형성한다. 리보솜은 단백질과 결합하여 단백질 합성을 수행한다. 언제든지 여러 개의 리보솜이 단일 mRNA에 부착될 수 있다. 전형적인 진핵세포에서 발견되는 거의 대부분의 RNA는 rRNA이다.
운반-전령 RNA(tmRNA)는 많은 세균과 색소체에서 발견된다. 이는 분해를 위한 종결 코돈이 결여된 mRNA에 의해 암호화된 단백질에 태그를 지정하고 리보솜이 지연되는 것을 방지한다.

### 조절 RNA
유전자 발현의 가장 초기에 알려진 조절인자(regulator)는 억제인자(repressor)와 활성인자(activator)로 알려진 단백질이었으며, 이들은 조절된 유전자 근처의 인핸서 영역 내에 특정한 짧은 결합 부위를 가진 조절인자였다. 이후 연구에서는 RNA가 유전자도 조절한다는 사실이 밝혀졌다. 진핵생물에는 전사 후 유전자를 억제하는 RNAi, 후생유전학적으로 염색질의 블록을 차단하는 긴 비번역 RNA, 유전자 발현의 증가를 유도하는 인핸서 RNA와 같이 다양한 지점에서 유전자의 발현을 조절하는 여러 종류의 RNA 의존적 과정이 있다. 세균과 고세균은 또한 세균 소형 RNA 및 CRISPR와 같은 조절 RNA 시스템을 사용하는 것으로 나타났다. 파이어와 멜로는 mRNA와 염기쌍을 형성할 수 있는 특정 짧은 RNA 분자인 마이크로 RNA(miRNA)를 발견한 공로로 2006년에 노벨 생리학·의학상을 공동 수상했다.

#### 마이크로RNA(miRNA)와 소형 간섭 RNA(siRNA)
많은 유전자의 전사 후 발현 수준은 RNA 간섭에 의해 제어될 수 있으며, 여기서 특정 짧은 RNA 분자인 miRNA가 mRNA 영역과 쌍을 이루어 분해되는 것을 목표로 한다. 이 안티센스 기반 과정에는 먼저 RNA를 처리하여 표적 mRNA 영역과 염기쌍을 형성하는 단계가 포함된다. 염기쌍이 형성되면 다른 단백질은 mRNA가 뉴클레이스에 의해 파괴되도록 지시한다.

#### 긴 비번역 RNA
다음으로 조절과 관련된 것은 X 염색체 불활성화와 관련된 XIST와 다른 긴 비번역 RNA였다. 처음에는 신비했던 그들의 역할이 제니 T. 리와 다른 사람들에 의해 폴리콤 복합체 모집을 통해 염색질 블록을 침묵시켜 mRNA가 전사될 수 없도록 하는 것임을 보여주었다. 현재 암호화 잠재력이 없는 것으로 보이는 200개 이상의 염기쌍으로 구성된 RNA로 정의되는 추가적인 lnc RNA는 줄기 세포 다능성 및 세포 분열의 조절과 관련이 있는 것으로 밝혀졌다.

#### 인핸서 RNA
조절 RNA의 세 번째 주요 그룹은 인핸서 RNA이다. 인핸서 RNA가 다양한 길이의 독특한 RNA 범주인지, 아니면 lncRNA의 별개의 하위 집합을 구성하는지 여부는 현재 명확하지 않다. 어쨌든 인핸서 RNA는 그들이 조절하는 유전자 근처의 DNA에서 조절 부위로 알려진 인핸서로부터 전사된다. 이들은 전사되는 인핸서의 제어 하에 유전자의 전사를 상향 조절한다.

### 원핵생물의 소형 RNA

#### 소형 RNA
처음에는 조절 RNA 가 진핵생물에서 일어나는 현상으로 생각되었는 데, 이는 왜 고등 생물에서 예측했던 것보다 훨씬 더 많은 전사가 일어나는지에 대한 설명의 일부였다. 그러나 연구자들이 세균에서 가능한 RNA 조절자를 찾기 시작하자마자 소형 RNA(sRNA)라고 불리는 것들이 발견되었다. 현재, 유전자의 RNA 조절 시스템의 보편적인 특성은 RNA 세계 이론을 뒷받침하는 것으로 논의되어 왔다. 장내 세균 sRNA는 다양한 세포 과정에 관여하고 막 스트레스, 기아 스트레스, 당인산 스트레스 및 DNA 손상과 같은 반응에 중요한 역할을 하는 것으로 보인다. 또한 sRNA는 생리적 상태의 신속한 반응과 안정화를 가능하게 하는 반응속도론적 특성으로 인해 스트레스 반응에 중요한 역할을 하도록 진화되었다고 제안되었다. 세균 소형 RNA는 일반적으로 mRNA와의 안티센스 쌍을 통해 작용하여 안정성에 영향을 주거나 시스 결합 능력에 영향을 주어 번역을 하향 조절한다. 리보스위치도 발견되었다. 이들은 알로스테릭하게 작용하는 시스-작용 조절 RNA 서열이다. 그들은 대사산물과 결합할 때 모양을 변화시켜 유전자 발현을 조절하기 위해 염색질과 결합하는 능력을 얻거나 잃는다.

#### CRISPR RNA
고세균도 조절 RNA 시스템을 가지고 있다. 최근 현장에서 DNA를 편집하는 데 사용되는 CRISPR 시스템은 세균과 고세균의 조절 RNA를 통해 작용하여 바이러스 침입자로부터 보호한다.

## RNA 합성 및 가공

### 합성
RNA의 합성은 일반적으로 전사라고 알려진 과정이며, DNA를 주형으로 사용하는 효소인 RNA 중합효소에 의해 촉매된다. 전사의 개시는 효소가 DNA의 프로모터 서열(보통 유전자의 "상류"에서 발견됨)에 결합하는 것에서 시작된다. DNA 이중 나선은 헬리케이스에 의해 풀린다. 그런 다음 효소는 주형 가닥을 따라 3' → 5' 방향으로 진행하며, 주형 가닥과 상보적인 RNA 분자는 5' → 3' 방향으로 합성된다. DNA 서열은 또한 RNA 합성이 종결되는 위치를 결정한다.
RNA의 1차 전사체는 전사 후에 효소에 의해 변형되는 경우가 많다. 예를 들어, 폴리(A) 꼬리와 5' 캡이 진핵생물의 pre-mRNA에 첨가되고 인트론은 스플라이소좀에 의해 제거된다.
또한 새로운 RNA 가닥을 합성하기 위한 주형으로 RNA를 사용하는 다수의 RNA 의존적 RNA 중합효소도 있다. 예를 들어, 다수의 RNA 바이러스(예: 폴리오바이러스)는 이러한 유형의 효소를 사용하여 유전 물질을 복제한다. 또한, RNA 의존적 RNA 중합효소는 많은 생물에서 RNA 간섭 경로의 일부이다.

### RNA 가공

유리딘에서 슈도유리딘으로의 변환은 일반적인 RNA 변형이다.

많은 RNA들이 다른 RNA들을 변형하는 데 관여한다. 인트론은 여러 개의 소형 핵 RNA(snRNA)를 포함하는 스플라이소좀에 의해 pre-mRNA에서 스플라이싱되거나 자체적으로 스플라이싱되는 리보자임일 수 있다. RNA는 A, G, C, U 이외의 염기로 변형된 뉴클레오타이드를 가짐으로써 변형될 수 있다. 진핵생물에서 RNA 뉴클레오타이드의 변형은 일반적으로 핵소체와 카할체에서 발견되는 소형 핵소체 RNA(snoRNA, 60~300 nt)에 의해 지시된다. snoRNA는 효소와 결합하고 해당 RNA와 염기쌍을 형성하여 RNA의 한 지점으로 효소를 안내한다. 그런 다음 이들 효소는 뉴클레오타이드 변형을 수행한다. rRNA와 tRNA는 광범위하게 변형되지만, snRNA와 mRNA도 염기 변형의 표적이 될 수 있다. RNA도 메틸화될 수 있다.

## 유전학에서의 RNA

### RNA 게놈
DNA와 마찬가지로 RNA도 유전 정보를 전달할 수 있다. RNA 바이러스는 다수의 단백질을 암호화하는 RNA로 구성된 게놈을 가지고 있다. 바이러스 게놈은 이러한 단백질 중 일부에 의해 복제되는 반면, 바이러스가 새로운 숙주 세포로 이동함에 따라 다른 단백질은 게놈을 보호한다. 바이로이드는 또 다른 병원체의 그룹이지만, RNA로만 구성되고 단백질을 암호화하지 않으며 숙주 식물 세포의 중합효소에 의해 복제된다.

### 역전사
역전사 바이러스는 RNA로부터 DNA 복사본을 역전사하여 게놈을 복제한다. 그런 다음 이러한 DNA 복사본은 새로운 RNA로 전사된다. 레트로트랜스포존은 또한 DNA와 RNA를 서로 복사하여 확산되며, 텔로머레이스는 진핵세포의 염색체의 말단을 만드는 데 주형으로 사용되는 RNA를 포함한다.

### 이중가닥 RNA

이중가닥 RNA

이중가닥 RNA(dsRNA)는 모든 세포에서 발견되는 DNA와 유사하지만 두 개의 상보적인 가닥이 있는 RNA이다. 그러나 티민이 유라실로 대체되고 하나의 산소 원자가 첨가된다. dsRNA는 일부 바이러스(이중가닥 RNA 바이러스)의 유전 물질을 형성한다. 바이러스 RNA 또는 siRNA와 같은 이중가닥 RNA는 진핵생물에서 RNA 간섭을 유발할 수 있을 뿐만 아니라 척추동물에서 인터페론 반응을 유발할 수 있다. 진핵생물에서 이중가닥 RNA(dsRNA)는 바이러스 감염에 대한 선척적 면역 체계를 활성화하는 역할을 한다.

### 원형 RNA
1970년대 후반에는 공유 결합으로 닫힌 단일가닥, 즉 동물계와 식물계 전반에 걸쳐 발현되는 원형 RNA가 있다는 것이 밝혀졌다. 원형 RNA(circRNA)는 스플라이소좀이 상류 3' 수용체를 하루 5' 공여체 스플라이스 부위에 연결하는 "백-스플라이스" 반응을 통해 생성되는 것으로 생각된다. 지금까지 원형 RNA의 기능은 거의 알려져 있지 않지만, 소수의 예에서 마이크로RNA 스펀지 활성이 입증되었다.

## RNA 생물학에서의 주요 발견

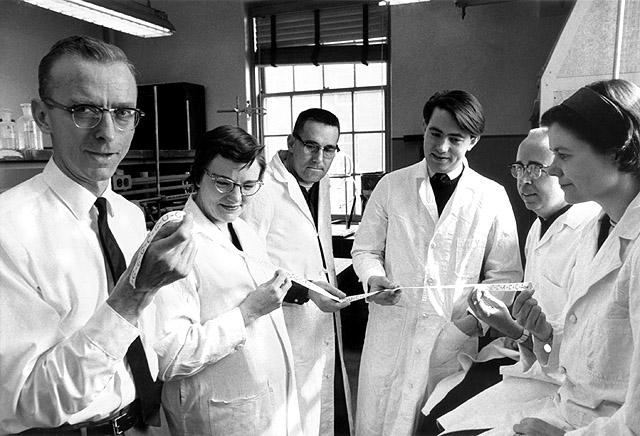
로버트 W. 홀리(왼쪽)와 그의 연구팀

RNA에 대한 연구는 많은 중요한 생물학적 발견을 이끌었고, 수많은 노벨상 수상자들을 배출했다. 핵산은 1868년에 프리드리히 미셔에 의해 발견되었는데, 그는 핵(nucleus)에서 발견되었기 때문에 이 물질을 뉴클레인(nuclein)이라고 불렀다. 나중에 핵이 없는 원핵생물에서도 핵산이 들어있다는 사실이 밝혀졌다. 단백질 합성에서 RNA의 역할은 1939년에 이미 의심을 받았다. 세베로 오초아는 실험실에서 RNA를 합성할 수 있는 효소를 발견한 후 1959년에 아서 콘버그와 함께 노벨 생리학·의학상을 공동 수상했다. 그러나 나중에 오초아가 발견한 효소(폴리뉴클레오타이드 가인산분해효소)는 RNA 합성이 아닌 RNA 분해를 담당하는 것으로 밝혀졌다. 1956년에 알렉산더 리치와 데이비드 데이비스(David Davies)는 두 개의 분리된 RNA 가닥을 혼성화하여 X선 결정학으로 구조를 결정할 수 있는 최초의 RNA 결정을 만들었다.
효모 tRNA의 77개의 뉴클레오타이드의 서열은 1965년에 로버트 W. 홀리에 의해 밝혀졌으며, 이러한 공로로 홀리는 1968년에 하르 고빈드 코라나와 마셜 워런 니런버그와 함께 노벨 생리학·의학상을 공동 수상했다.
1970년대 초에 레트로바이러스와 역전사효소가 발견되어 효소가 RNA를 DNA로 복사할 수 있음(유전 정보를 전달하는 일반적인 경로와 반대)을 처음으로 보여주었다. 이러한 공로로 데이비드 볼티모어, 레나토 둘베코, 하워드 마틴 테민은 1975년에 노벨 생리학·의학상을 공동 수상했다. 1976년에 월터 피어스와 그의 연구팀은 RNA 바이러스인 박테리오파지 MS2의 게놈의 완전한 뉴클레오타이드 서열을 최초로 결정했다.
1977년에 인트론과 RNA 스플라이싱이 포유류 바이러스와 세포 유전자 모두에서 발견되었으며, 이러한 발견에 대한 공로로 필립 앨런 샤프와 리처드 존 로버츠는 1993년에 노벨 생리학·의학상을 공동 수상했다. 촉매 RNA 분자(리보자임)는 1980년대 초에 발견되었으며, 이러한 발견에 대한 공로로 토머스 체크와 시드니 올트먼은 1989년에 노벨 화학상을 공동 수상했다. 1990년에 도입된 유전자가 식물 자체의 유사한 유전자를 침묵시킬 수 있다는 사실이 피튜니아(Petunia)에서 발견되었으며, 이는 현재 RNA 간섭의 결과로 알려져 있다.
거의 동시에, 현재 마이크로RNA(miRNA)라고 불리는 22 nt 길이의 RNA가 예쁜꼬마선충(Caenorhabditis elegans)의 발생에 역할을 하는 것으로 밝혀졌다. RNA 간섭에 대한 연구로 앤드루 파이어와 크레이그 멜로가 2006년에 노벨 생리학·의학상을 공동 수상했고, 같은 해에 로저 콘버그는 RNA 전사에 관한 연구로 노벨 화학상을 받았다. 유전자 조절 RNA의 발견으로 인해 siRNA와 같은 RNA로 만들어진 약물을 개발하여 침묵시키려는 시도가 이루어졌다. RNA에 대한 연구로 수여된 노벨상 외에도 리보솜의 원자 구조를 규명한 공로로 벤카트라만 라마크리슈난, 토머스 A. 스타이츠, 아다 요나트는 2009년에 노벨 화학상을 공동 수상했다. 2023년 노벨 생리학·의학상은 COVID-19에 대한 효과적인 mRNA 백신 개발을 가능하게 한 변형된 뉴클레오사이드에 대한 발견으로 커리코 커털린과 드루 와이스먼에게 수여되었다.

### 생물 발생 이전의 화학 및 자연발생설과의 관련성
1968년에 칼 워즈는 RNA가 촉매 작용을 할 수 있다는 가설을 세웠고, 최초의 생명체(자가 복제 분자)가 유전 정보를 전달하고 생화학적 반응을 촉매하기 위해 RNA에 의존했었을 것이라고 제안했다(RNA 세계). 2022년 5월에 과학자들은 초기 지구에서 풍부하게 존재했을 것으로 추정되는 생물 발생 이전의 현무암 용암 유리에서 자발적으로 생성된 RNA 형태를 발견했다고 보고했다.
2015년 3월에 운석에서 흔히 발견되는 유기 화합물인 피리미딘과 같은 시작 화합물을 사용하여 우주 공간과 유사한 조건의 실험실에서 DNA 및 RNA의 핵염기인 유라실, 사이토신, 티민 등이 생성된 것으로 알려졌다. 여러 고리 방향족 탄화수소(PAH)와 마찬가지로 피리미딘은 우주에서 발견되는 탄소가 가장 풍부한 화합물 중 하나이며, 적색 거성이나 성건 먼지 및 가스 구름에서 형성되었을 수 있다. 2022년 7월에 천문학자들은 우리 은하의 은하 중심에서 RNA 전구체를 포함하여 엄청난 양의 생물 발생 이전의 분자가 발견되었다고 보고했다.

## 의학적 활용
초기에는 짧은 반감기로 인해 치료 용도로 부적합하다고 여겨졌던 RNA는 안정화 기술의 발전을 통해 수많은 치료 특성을 갖는 것으로 입증되었다. RNA 분자는 복잡한 형태로 접히고 단백질, 핵산, 소분자와 결합하고 촉매 중심을 형성하는 능력으로 인해 치료 목적으로 이용될 수 있는 잠재성을 가지고 있다. RNA 기반 백신은 병원체를 사멸시키거나 변경시킨 버전에 의존하는 전통적인 백신의 접근 방식보다 면역학적 저항성을 얻는 더 빠른 방법으로 생각된다. 왜냐하면 추출, 비활성화 및 백신에 사용할 분자 부분을 결정하기 위해 병원체를 성장시키고 연구하는 데 수개월 수년이 걸릴 수 있기 때문이다. 기존의 치료 특성을 지닌 저분자는 RNA 및 DNA 구조를 표적으로 삼아 새로운 질병을 치료할 수 있다. 그러나 RNA를 표적으로 하는 저분자 및 사람의 질병 치료를 위해 승인된 약물에 대한 연구는 거의 없다. 리바비린, 브라나플람, 아탈루렌은 이중가닥 RNA 구조를 안정화하고 다양한 이상에서 스플라이싱을 제어할 수 있는 현재 사용 가능한 약물이다.
단백질을 암호화하는 mRNA는 새로운 치료 후보로 등장했으며, RNA 대체는 간단하지만 급류와 유사한 단백질 발현에 특히 유용하다. 생체 외 전사 mRNA(IVT-mRNA)는 동물 모델에서 뼈 재생, 다능성 및 심장 기능을 위한 단백질을 전달하는 데 사용되었다. 짧은 RNA 분자인 siRNA는 바이러스 및 염색질 구조에 대한 선택적 방어에 중요한 역할을 한다. 이는 특정 유전자를 침묵시키기 위해 인위적으로 도입될 수 있으므로 유전자 기능 연구, 치료 표적 검증 약물 개발에 유용하다.
mRNA 백신은 면역 반응을 유발하는 단백질을 생성하기 위해 mRNA를 사용하는 새로운 중요한 백신으로 등장했다. mRNA 백신이 대규모로 처음 성공적으로 적용한 사례는 COVID-19 팬더믹 동안 COVID-19 백신을 개발에 적용한 것이다.

## 같이 보기
- 생체분자 구조
- RNA 바이러스
- DNA
- RNA 생물학의 역사
- RNA 생물학자 목록
- RNA 학회
- 고분자
- RNA 기반 진화
- 압타머
- RNA 종이접기
- 전사체
- RNA 세계